# Jerry Leiber & Mike Stoller
Jerry Leiber (Baltimore, 25 april 1933 – Los Angeles, 22 augustus 2011) en Mike Stoller (Long Island (New York), 13 maart 1933) vormden gezamenlijk een succesvol en invloedrijk duo van liedjesschrijvers en producenten.
Leiber en Stoller ontmoetten elkaar in 1950 in Los Angeles, waar Leiber na school pianist was, en Stoller in een platenzaak werkte. Zij ontdekten hun gemeenschappelijke belangstelling voor blues en rhythm and blues, en schreven samen het nummer Real Ugly Woman dat door Jimmy Witherspoon werd vertolkt. Hun eerste hitje hadden ze met het nummer Hard Times dat door Charles Brown werd vertolkt in 1952.
De eerste successen behaalden Leiber en Stoller als schrijvers van hits als Hound Dog, Jailhouse Rock (gezongen door Elvis Presley) en Kansas City. Later in de jaren vijftig maakten ze, voornamelijk tijdens hun werk voor The Coasters, hits waaronder Young Blood, Searchin' en Yakety yak. Ook schreven ze werk voor The Drifters en hadden grote invloed op producent Phil Spector.
In 1953 begonnen Leiber en Stoller met hun mentor Lester Sill een eigen platenlabel onder de naam Spark Records, dat later door Atlantic Records zou worden overgenomen. In de deal met Atlantic kregen Leiber en Stoller de mogelijkheid om als onafhankelijke producers voor elk platenlabel te werken. In die periode schreven ze onder andere het nummer Black Denim Trousers and Motorcycle Boots, dat door Édith Piaf in een Franstalige uitvoering als L'Homme à la Moto zou worden vertolkt. De opbrengsten van Piafs hit maakte het voor Stoller en zijn eerste vrouw Edith mogelijk een reis naar Europa te maken. De terugreis op de SS Andrea Doria eindigde in een ramp toen de Andrea Doria in aanvaring kwam met de MS Stockholm en zonk. Stoller en zijn vrouw overleefden tezamen met 1658 andere opvarenden de ramp en toen Stoller in New York aankwam werd hij door Leiber verwelkomd met de mededeling dat Hound Dog een grote hit was geworden voor Elvis. Stollers antwoord was: "Elvis wie?" Stoller en Leiber schreven ook het nummer Lucky Lips voor Ruth Brown, dat in 1956 op label Atlantic werd uitgebracht. In 1963 werd het nummer door Cliff Richard een grote hit.
Ook in de jaren zestig schreven Leiber en Stoller grote hits voor groepen en artiesten als The Drifters, Ben E. King, Jay and the Americans (She Cried), The Exciters (Tell Him) en The Clovers (Love Potion #9). Opnieuw richtten zij een platenmaatschappij op: Red Bird Records en brachten voor The Shangri-Las Leader of the pack en voor The Dixie Cups Chapel of Love uit. Na de verkoop van Red Bird werkten ze opnieuw als onafhankelijk producent, onder andere met Peggy Lee, voor wie zij haar grote hit Is That All There Is? schreven. Een volgend succes was Stuck in the middle with you dat door Stealers Wheel in 1972 de top-10 in werd gezongen. 
In de latere jaren zeventig werden Leiber en Stoller door A&M Records ingehuurd om werk voor het aanstormend talent Elkie Brooks te schrijven en te produceren. Brooks' album Two Days Away werd een groot succes in Europa en het nummer Pearl's a Singer werd een wereldhit.
Alhoewel de echte grote successen voor Leiber en Stoller voorbij waren, werkten ze in 1995 aan de Broadwaymusical Smokey Joe's Cafe, en zong Donald Fagen een cover van hun nummer Ruby Baby. 
Leiber en Stoller hebben een ster op de Hollywood Walk of Fame. Ze woonden in Los Angeles. Jerry Leiber overleed in 2011 aan een hartkwaal.
- Biblioteca Nacional de España: XX5401299
- Library of Congress Control Number: no96058711
- MusicBrainz: 507a43b4-a58c-4f49-8d2a-5750208c52ae
- Virtual International Authority File: 121138222